# Seznam dirkačev v motociklizmu (T)
- Tadahiko Taira
- Yuki Takahashi
- Gábor Talmácsi
- Makoto Tamada
- Roberto Tamburini
- Omobono Tenni
- Nicolás Terol
- Arturo Tizón
- Aalt Toersen
- Ricardo Tormo
- Imre Toth
- Mateo Túnez